# Museo y mausoleo Marcos
El Museo y mausoleo Marcos integra tanto el museo como el mausoleo dedicados al dictador filipino Fernando Edralin Marcos. 
Está situado en el corazón de la ciudad de Batac, Ilocos Norte. El museo muestra objetos de recuerdo del fallecido presidente, desde su paso por las fuerzas armadas hasta su presidencia. El mausoleo contiene el féretro acristalado en el que el cuerpo embalsamado de Marcos ha sido expuesto al público desde poco después de que sus restos fueran llevados a casa en 1993.